# フェリシアン・ロップス
フェリシアン・ロップス（Félicien Rops, 1833年7月7日 - 1898年8月23日）は、ベルギーの画家、エッチングやアクアチント技法の版画家。

## 略歴
ロップスはナミュールに生まれ、ブリュッセル大学で学んだ。ロップスは油絵よりもスケッチが得意で、最初戯画絵師として名声を得た。1864年、晩年のシャルル・ボードレールと出会い、ロップスは一生忘れることのできないほど強烈な印象を受けた。ロップスはボードレールの『漂着物』の口絵を描いた。この本は、フランスの検閲で削除された『悪の華』の詩を集めたもので、当然ながら、ベルギーで出版された。
ボードレール、ならびに、ボードレールが表現した芸術と関わることで、ロップスは、テオフィル・ゴーティエ、アルフレッド・ド・ミュッセ、ステファヌ・マラルメ、ジュール・アメデ・バルベー・ドルヴィ、ジョゼファン・ペラダンといった作家たちからの賞賛を得た。ロップスは象徴主義・デカダン派の文学運動と関係を持ち、そうした作家たちの詩集にイラストを描いた。詩の内容同様に、ロップスの作品も、セックス、死、悪魔のイメージが混在する傾向が強かった。
1892年、ロップスの視力は衰え始めた。しかし、死ぬまで文学との関わりは持ち続けた。ロップスはフリーメイソンで、ベルギー大東社（en:Grand Orient of Belgium）のメンバーだった。

## ギャラリー

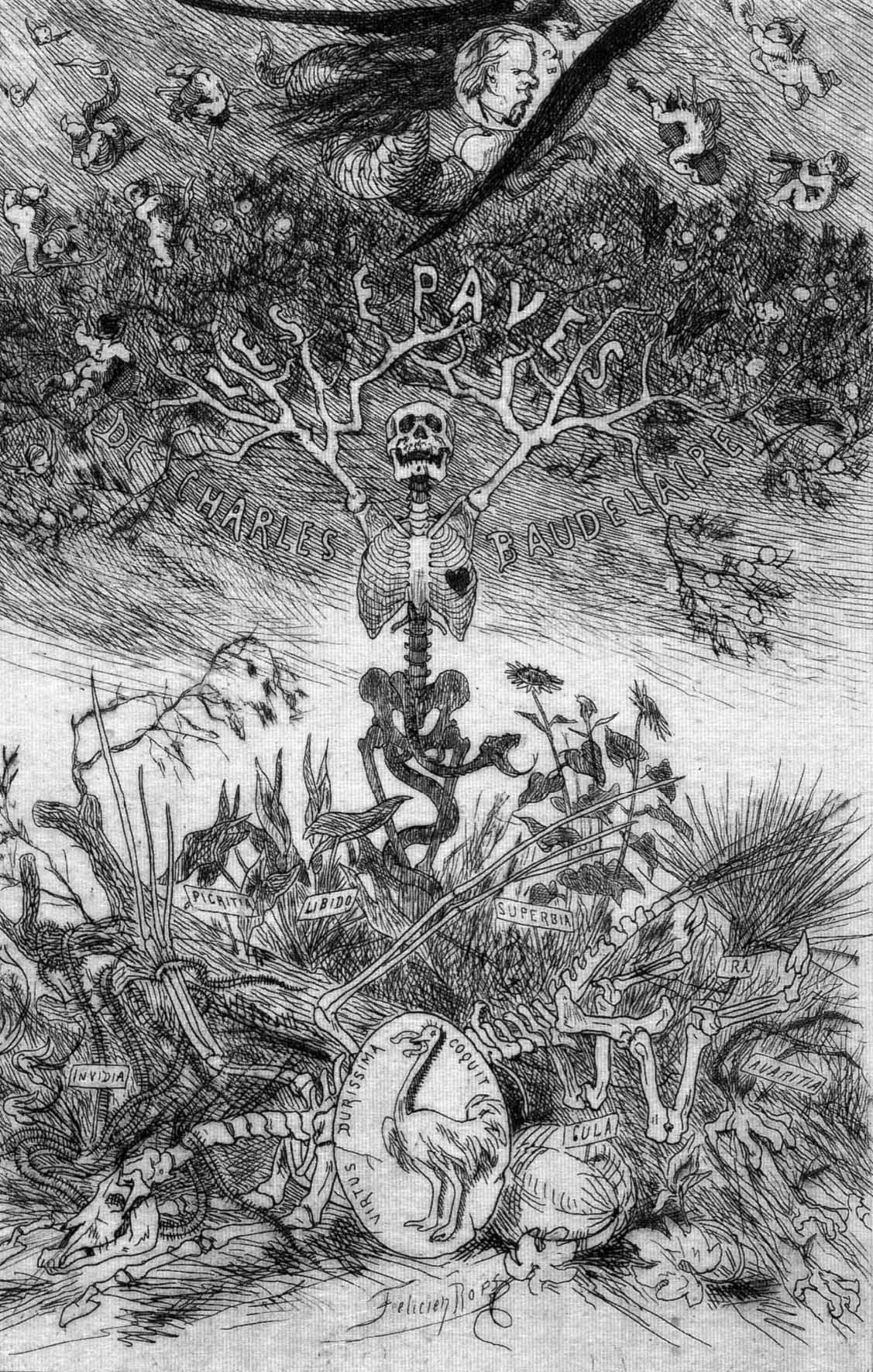
ボードレール『漂着物』の口絵
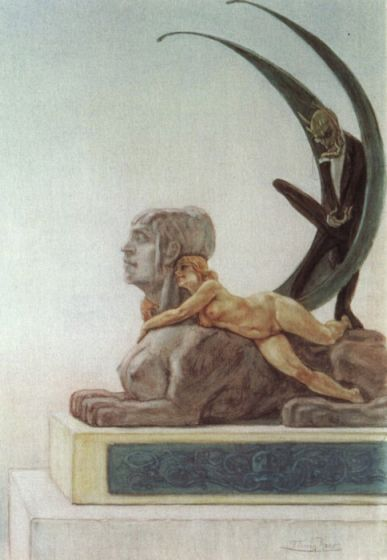
ジュール・アメデ・バルベー・ドルヴィ『Diaboliques』の口絵
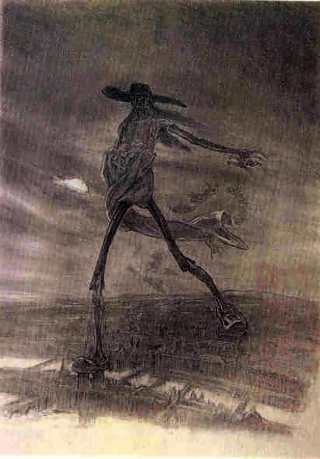
『毒麦の種を蒔くサタン』（1882年）
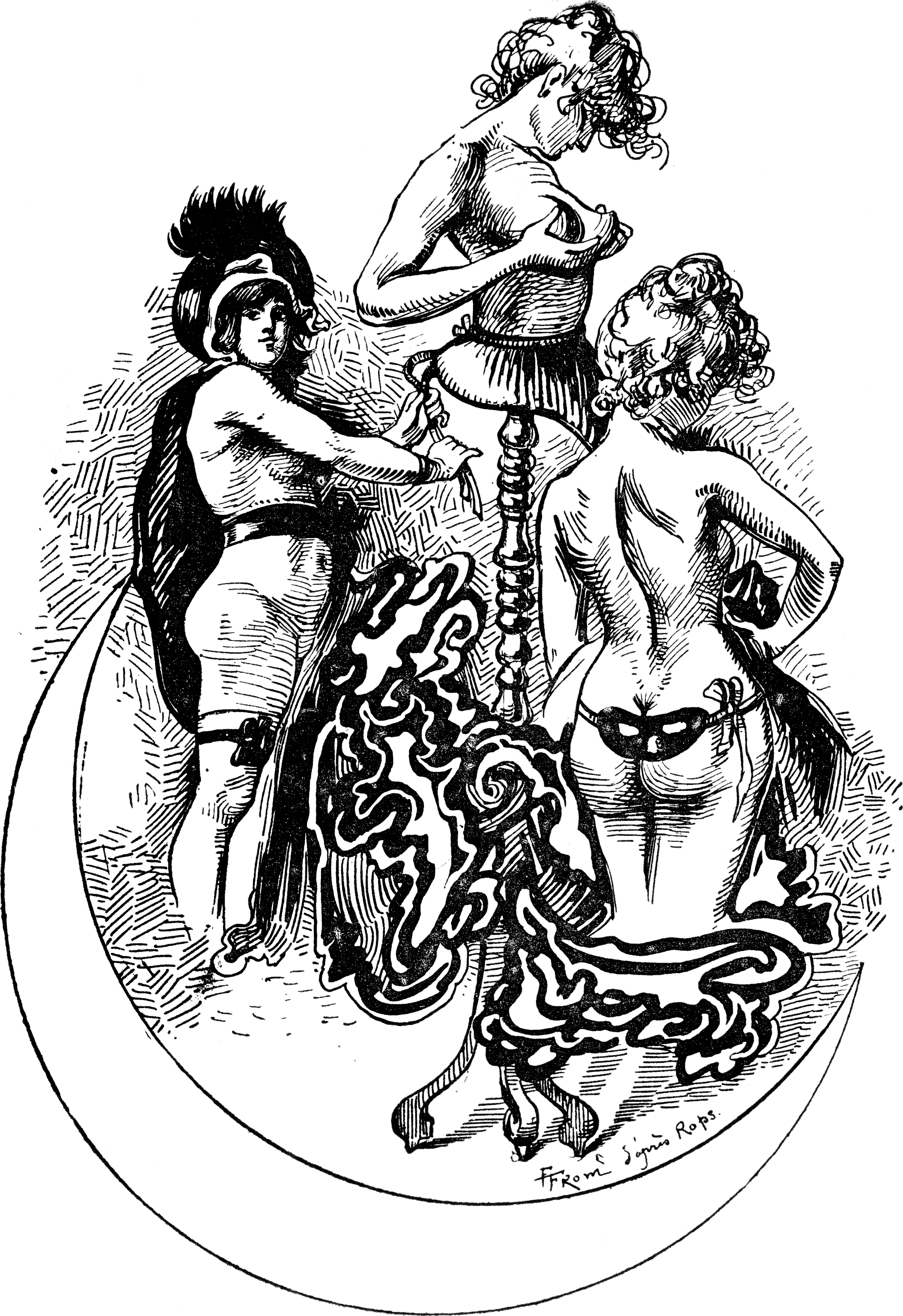
『Le Mannequin』
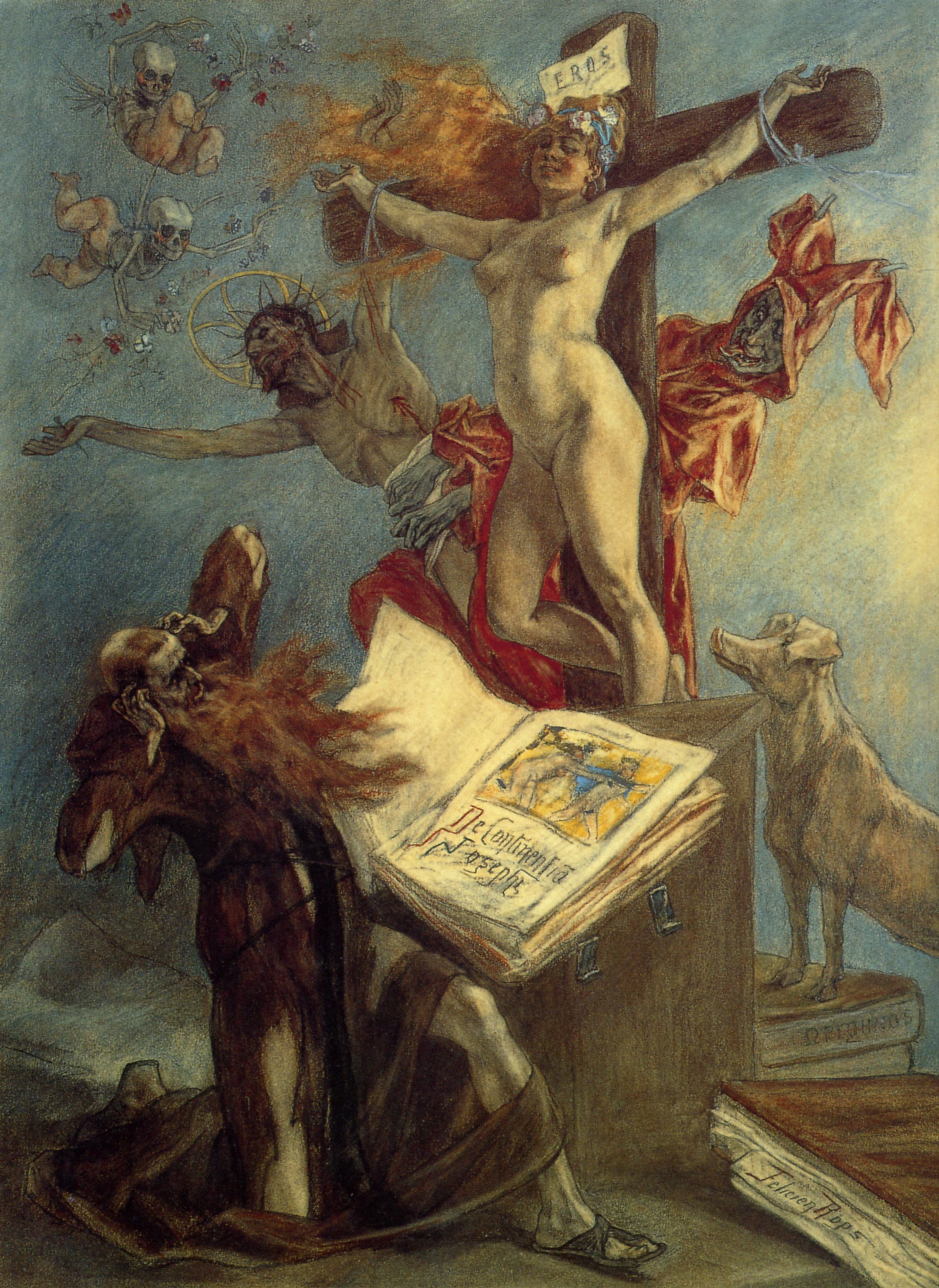
『聖アントニウスの誘惑』（1878年）
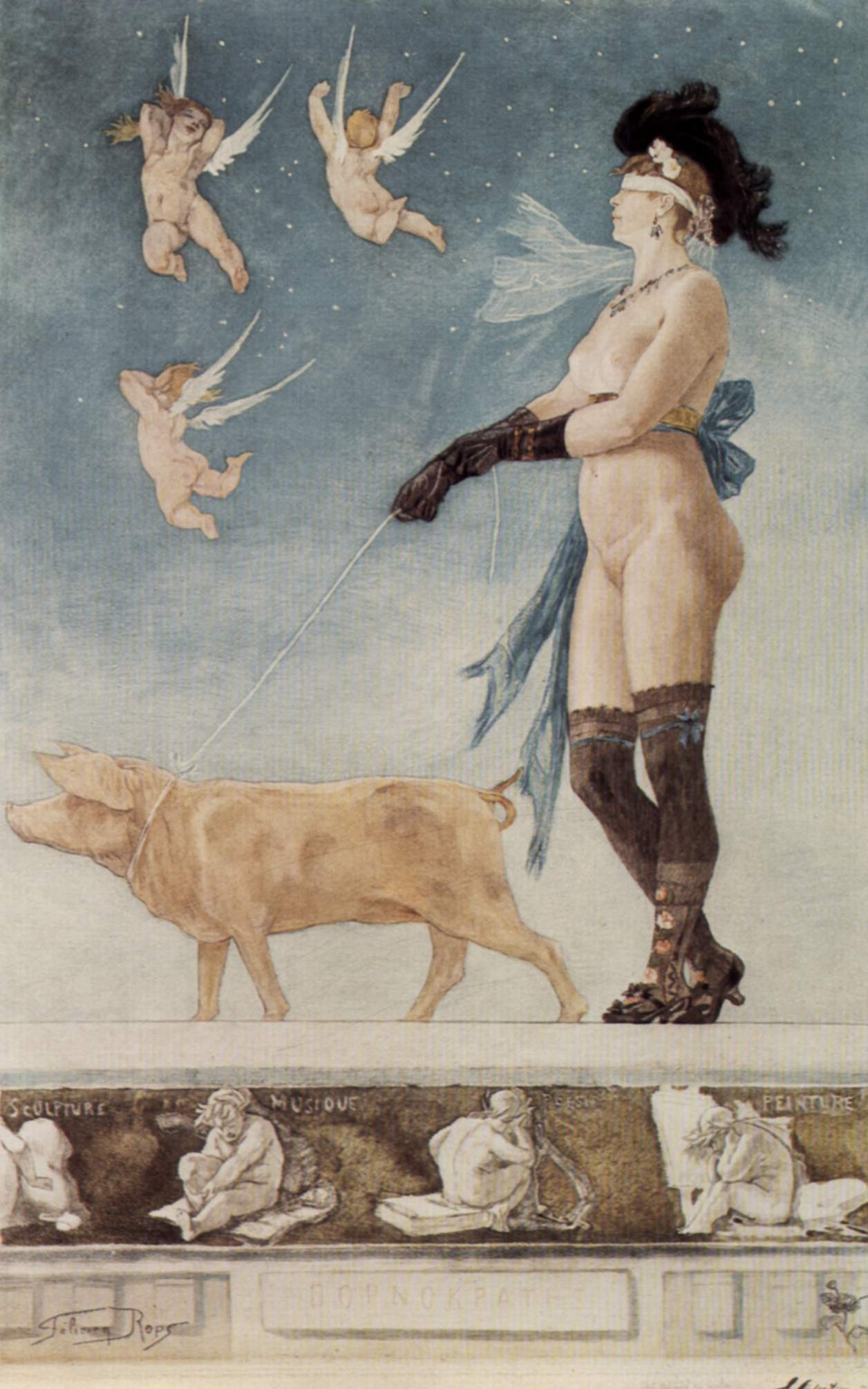
『ポルノクラート』エッチング&アクアチント